# A sas
A sas (The Eagle) 2011-es amerikai-angol történelmi kalandfilm. A film Rosemary Sutcliff 1954-es nagy sikerű Eagle of the Ninth című regénye alapján készült. A regényből már 1977-ben is készítettek egy hat részes tévésorozatot.
A film legtöbb  jelenetét Skóciában forgatták, de számos jelenete Magyarországon készült, a stáb igen sok tagja szintén magyar.
Magyarországi bemutatója: 2011. március 24.
A film new age és világzenei jellegű kísérőzenéjét az izlandi Atli Örvarsson szerezte, a 2012-es izlandi Edda Awards alkalmával a legjobb filmzene kategóriában jelölték.

## Cselekmény
|  | Alább a cselekmény részletei következnek! |

I. sz. 140-re a Római Birodalom Britanniáig terjesztette ki határait, azonban a Kaledónia területén élő törzsek nem ismerték el a rómaiak fennhatóságát, és fegyverrel harcoltak ellenük. Ebben a helyzetben érkezik Britanniába Marcus Aquila, aki apja, Flavius Aquila hírnevét szeretné helyreállítani. Flavius 20 évvel ezelőtt a kilencedik légió élén 5000 katonával vonult be Kaledóniába. A légió azonban mind az ötezer emberével és jelvényével, az arany sassal együtt örökre eltűnt. Hadrianus római császár a sikertelenségen felháborodva falat építtetett, ami a birodalom északi határát jelezte a Brit szigeten.
Marcust hadi érdemei ellenére leszerelik, mivel súlyos sérüléseket szenved egy délnyugati erőd védelménél. Ezután nagybátyja, Aquila falujában lábadozik, ahol egy gladiátor-küzdelemben alulmaradt ifjú briton rabszolga az életet köszönheti neki. A népét leigázó rómaiakat gyűlölő Esca hálából és becsületből hűséget fogad Marcusnak. Mikor Marcus hírt szerez a kilencedik légió sasának lehetséges hollétéről, Escával nekivág a zord északnak, hogy visszaszerezve a Birodalom számára oly becses szimbolikus tárgyat és helyreállítsa apja becsületét.
Hadrianus falánál véget ér a civilizáció, azon túl az ismeretlen és a halál várja a rómaiakat. Mikor átmennek a kapun, az őr úgy búcsúzik tőlük, hogy „találkozunk a túlvilágon”. Kaledónia vadregényes hegyei és ellenséges népei között Marcus kénytelen a vidéken járatosabb Esca nyelvtudására és bizalmára hagyatkozni, s mivel itt már nem érvényes Róma fennhatósága, névleg ő lesz Esca „rabszolgája”. A hegyek között fellelik az egykori légió egy túlélőjét, aki elmondja, nincs szó rá, min mentek keresztül, hogyan hullottak el a folyamatos és embertelen támadások alatt. Az ötezerből alig két tucatnyian maradtak meg, főként a dezertőrök. Azóta itt élnek, sokaknak már családjuk is van.
Marcus és Esca tovább mennek észak felé, míg a teljes testüket festékkel borító vérszomjas „Fóka” törzsnél fellelik a római sast. A törzs Escát barátian fogadja, de ő esküjéhez híven hű marad Marcushoz. A Róma hatalmát jelképező sast egy a törzs által átmulatott éjszaka után sikerül megszerezniük, de a törzsfőnök észreveszi őket, meg kell ölniük. A törzs bosszút esküszik ellenük, üldözni kezdik őket. Noha két lóval menekülnek, az egyik lábát töri, a másik nem bírja kettejük terhét. Gyalog menekülnek, de a nyomukban vannak. Marcus sérülése miatt egyre kimerültebb, Esca elmegy, Marcus azt hiszi végleg, de csak riadóztatja az elveszett légió koros túlélőit, akikben húsz év után feltámad a katonai tisztesség és a hűség Róma iránt. A túlerővel harcolva szinte mind elesnek, de végül győznek.
Marcus visszaviszi a sast, ezzel nem csak helyreállítja apja és családja becsületét, hanem a császár elismerését is kivívja, ő lehet az újra felállítandó 9. légió parancsnoka. Mikor Placidus megjegyzést tesz Escára, hogy ő csak egy rabszolga, Marcus azt válaszolja, több benne a becsület, mint a legtöbb emberben, majd mindketten elmennek.
|  | Itt a vége a cselekmény részletezésének! |

## Szereplők
- Marcus Aquila – Channing Tatum – magyar hang: Dévai Balázs.[2]
- Esca – Jamie Bell – magyar hang: Hamvas Dániel.
- Aquila nagybácsi – Donald Sutherland – magyar hang: Helyey László.
- Guern – Mark Strong – magyar hang: Kapácsy Miklós.
- Lutorius – Denis O'Hare – magyar hang: Tarján Péter.
- Placidus – Pip Carter – magyar hang: Molnár Levente.
- Flavius Aquila – Laklóth Aladár
- druida – Bicskey Lukács

## Filmzenei album
| #   | Cím                        | Hossz |
| --- | -------------------------- | ----- |
| 1.  | Testudo                    | 2:47  |
| 2.  | Highlands                  | 2:14  |
| 3.  | The Return Of The Eagle    | 2:58  |
| 4.  | The Ninth Legion           | 2:18  |
| 5.  | North of the Wall          | 2:04  |
| 6.  | Honourable Discharge       | 2:36  |
| 7.  | Out Swords!                | 2:52  |
| 8.  | May Your Souls Take Flight | 4:11  |
| 9.  | The Seal People            | 2:38  |
| 10. | Searching                  | 3:51  |
| 11. | Barbarians                 | 2:45  |
| 12. | I Will Return              | 2:25  |
| 13. | Better Angry Than Dead     | 1:48  |
| 14. | Eagle Lost, Honour Lost    | 1:33  |
| 15. | Fleeing The Village        | 3:33  |
| 16. | Edge of the World          | 1:53  |
| 17. | Esca's Freedom             | 1:42  |
| 18. | Beyond The Territories     | 4:33  |